# Le Capitaine Blood (film)
Pour le film de Michael Curtiz sorti en 1935, voir Capitaine Blood.

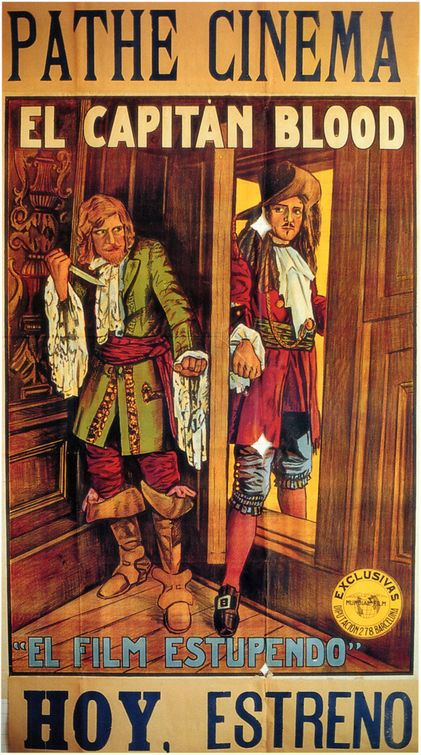
Affiche du film.

Le Capitaine Blood (titre original : Captain Blood) est un film muet américain de 1924, tiré du roman éponyme de  Rafael Sabatini, produit par la Vitagraph Company of America et réalisé par David Smith.
La publication en 1922 du roman de Sabatini suscite rapidement un intérêt de la part des producteurs hollywoodiens, après le succès de Scaramouche, tiré d'un autre livre du même auteur, et alors même que Frank Lloyd prépare la sortie d'un film tiré d'un  de ses précédents romasn de piraterie du même auteur, L'Aigle des mers. Le périodique spécialisé Variety rapportant en juin 1923 que Douglas Fairbanks s'inspire du Capitaine Blood pour son prochain film. Albert E. Smith, le président de la Vitagraph, annonce en novembre 1923 que sa société a acquis les droits d'exploitation. Tenant compte des diverses appréciations portées par les critiques et le public sur l'interprétation de Scaramouche au théâtre par Sidney Blackmer et au cinéma par Ramón Novarro, Smith fait réaliser un sondage sur le choix de l'interprète du rôle-titre de Peter Blood. Il en ressort que les fans préfèreraient Rudolph Valentino, talonné par Douglas Fairbanks, puis J. Warren Kerrigan. C'est toutefois ce dernier qui est choisi.

## Fiche technique
- Titre original : Captain Blood
- Réalisation : David Smith
- Scénario : 	Jay Pilcher, C. Gardner Sullivan d'après le roman Le Capitaine Blood de Rafael Sabatini
- Producteur : Albert E. Smith
- Photographie : Steve Smith Jr.
- Montage : Albert Jordan
- Production : Vitagraph Company of America
- Durée: 110 minutes
- Date de sortie : 21 septembre 1924

## Distribution
- J. Warren Kerrigan : Captain Peter Blood
- Jean Paige : Arabella Bishop
- Charlotte Merriam : Mary Traill
- James W. Morrison : Jeremy Pitt
- Allan Forrest : Lord Julian Wade
- Bertram Grassby : Don Diego
- Otis Harlan : Corliss
- Jack Curtis : Wolverstone
- Wilfrid North : Colonel Bishop
- Otto Matieson : Lord Jeffreys
- Robert Bolder : Amiral van der Kuylen
- Templar Saxe : Governeur Steed
- Henry A. Barrows : Lord Willoughby
- Boyd Irwin : Levasseur
- Henry Hebert : Captain Hobart
- Miles McCarthy : Capt. Caverly
- Frank Whitson : Baron de Rivarol
- Helen Howard : Mistress Baynes
- Tom McGuire : Farmer Baynes
- Robert Milasch : Kent
- William Eugene : Don Esteban
- George B. Williams : Maj. Mallard
- Omar Whitehead : Don Miguel
- Muriel Paull : Mademoiselle d'Ogeron
- George J. Lewis : Henri d'Ogeron
- Julie Bishop : petite fille